# Mala Varnica
Mala varnica je naselje v Občini Videm.